# Salilota australis
Salilota australis är en fiskart som först beskrevs av Günther, 1878.  Salilota australis ingår i släktet Salilota och familjen Moridae. Inga underarter finns listade i Catalogue of Life.